# Seattle SuperSonics 1972-1973
La stagione 1972-73 dei Seattle SuperSonics fu la 6ª nella NBA per la franchigia.
I Seattle SuperSonics arrivarono quarti nella Pacific Division della Western Conference con un record di 26-56, non qualificandosi per i play-off.

## Roster
| N° | Naz.                   | Ruolo | Sportivo        | Anno | Alt. | Peso |
| -- | ---------------------- | ----- | --------------- | ---- | ---- | ---- |
| 10 | Stati Uniti (bandiera) | GA    | Dick Snyder     | 1944 | 196  | 94   |
| 11 | Stati Uniti (bandiera) | G     | Lee Winfield    | 1947 | 188  | 79   |
| 12 | Stati Uniti (bandiera) | G     | Charles Dudley  | 1950 | 188  | 82   |
| 14 | Stati Uniti (bandiera) | AC    | Joby Wright     | 1950 | 203  | 100  |
| 15 | Stati Uniti (bandiera) | GA    | Bud Stallworth  | 1950 | 196  | 86   |
| 21 | Stati Uniti (bandiera) | G     | Butch Beard     | 1947 | 191  | 84   |
| 24 | Stati Uniti (bandiera) | AC    | Spencer Haywood | 1949 | 203  | 102  |
| 31 | Stati Uniti (bandiera) | AC    | Jim Fox         | 1943 | 208  | 104  |
| 32 | Stati Uniti (bandiera) | G     | Fred Brown      | 1948 | 191  | 83   |
| 40 | Stati Uniti (bandiera) | A     | Gar Heard       | 1948 | 198  | 99   |
| 40 | Stati Uniti (bandiera) | A     | Kenny McIntosh  | 1949 | 201  | 102  |
| 41 | Stati Uniti (bandiera) | AC    | Pete Cross      | 1948 | 206  | 104  |
| 42 | Stati Uniti (bandiera) | GA    | John Brisker    | 1947 | 196  | 95   |
| 44 | Stati Uniti (bandiera) | AC    | Jim McDaniels   | 1948 | 211  | 103  |

## Staff tecnico
- Allenatori: Tom Nissalke (13-32) (fino al 10 gennaio)[1], Bucky Buckwalter (13-24)
- Vice-allenatori: Rod Thorn, Bucky Buckwalter (fino al 10 gennaio)